# 細川興建
細川 興建（ほそかわ おきたつ）は、江戸時代後期の大名。常陸国谷田部藩8代藩主。官位は従五位下・長門守。

## 生涯
寛政10年（1798年）11月21日、有馬頼端（筑後国久留米藩8代藩主・有馬頼貴の長男）の次男として誕生した。常陸谷田部藩7代藩主・細川興徳の婿養子となり、天保8年（1837年）の興徳の死去により家督を継いだ。
養父・興徳の遺志を受け継いで、二宮尊徳の尊徳仕法と藩医・中村勧農衛を中心とした藩政改革を行ない、緊縮財政政策、徹底した倹約、村落の再建などを推し進めて、いくらかは成功を収めたといわれる。嘉永5年（1852年）12月16日、家督を長男の興貫に譲って隠居する。
安政3年（1855年）12月16日に死去した。享年58。

## 系譜
- 父：有馬頼端（1779-1805）
- 母：竹内氏
- 養父：細川興徳（1759-1837）
- 側室
  - 庶男子：有馬重弘（1826-？） - 有馬陣次の養子
- 正室：鐸（1810-？） - 細川興徳の養女、細川興祥の娘
  - 長女：沢（1831-1831）
  - 長男：細川興貫（1833-1907）
  - 二女：細川立則の正室
  - 三女：磋久子（1834-1905） - 南部信民の継室
  - 四女：行子（1835-1865） -  松浦脩の正室
  - 五女：圭（1841-1910）- 赤松範静（左京、楓堂、播磨守）の正室、赤松範孝の母
  - 二男：加藤泰壮（1845-1904） - 宣二郎、平内。加藤平内挙直（？-1853、加藤光泰の息子光直家、六之井加藤家）の養子
  - 六女：配（1849-1867） -  小笠原政徳の室
  - 三男：十三郎 - 夭折
  - 七女：名前不明 - 夭折
  - 八女：ツチ子（1853-1893） -  ツチ。松井盈之（1843-1916）の室、松井敏之（1865-1935）の養母